# Romance otoñal
Used People (en inglés: "Gente usada"; conocida en Hispanoamérica como Romance otoñal) es una película estadounidense de comedia romántica de 1992 dirigida por Beeban Kidron y con actuación de Marcello Mastroianni y Shirley MacLaine. El guion de Todd Graff es una adaptación de su obra de teatro off-Broadway de 1988. La historia analiza con una mirada humorística a una familia muy disfuncional que vive en el barrio neoyorquino de Queens alrededor del año 1969.
Curiosamente, a pesar de ser distribuida por 20th Century Fox en su lanzamiento inicial en 1992, la película fue estrenada en DVD el 22 de marzo del 2011 por Warner Bros. Pictures, como parte de su colección "Archive Warner".

## Sinopsis
Durante el funeral de su marido, una mujer madura recibe la declaración de otro hombre que está enamorado de ella desde hace más de veinte años.
El apresurado romance provoca un terremoto doméstico dada la diferencia de religiones y culturas de ambos, judía la de ella, católica la de él.

## Reparto principal
- Shirley MacLaine - Pearl Berman
- Marcello Mastroianni - Joe Meledandri
- Bob Dishy - Jack Berman
- Kathy Bates - Bibby Berman
- Marcia Gay Harden - Norma
- Jessica Tandy - Freida
- Sylvia Sidney - Becky
- Lee Wallace - Uncle Harry
- Doris Roberts - Aunt Lonnie
- Joe Pantoliano - Frank

- Datos: Q1213378